# Chens-sur-Léman
Chens-sur-Léman település Franciaországban, Haute-Savoie megyében. Lakosainak száma 3005 fő (2022. január 1.). Chens-sur-Léman Douvaine, Loisin, Massongy, Messery és Veigy-Foncenex községekkel határos.

## Népesség
A település népességének változása:
| Lakosok száma | 2122 | 2531 | 2688 | 2776 | 2771 | 2792 | 2877 | 2941 | 3005 |
|               | 2013 | 2015 | 2016 | 2017 | 2018 | 2019 | 2020 | 2021 | 2022 |